# Жийде
Жийде (кирг. Жийде) — село в Кара-Кульджинском районе Ошской области Кыргызстана. Входит в состав Кашка-Жолского айылного аймака.

## География
Село расположено в северной части области, на правом берегу реки Карадарьи, на расстоянии приблизительно 15 километров (по прямой) к западо-северо-западу от села Кара-Кульджа, административного центра района. Абсолютная высота — 1113 метров над уровнем моря.

## Население
Согласно оценочным данным Национального статистического комитета Кыргызской Республики, численность населения села на начало 2023 года составляла 1160 человек.
| год     | 2009 | 2014 | 2015 | 2020 | 2021 | 2023 |
| ------- | ---- | ---- | ---- | ---- | ---- | ---- |
| человек | 965  | 1023 | 1042 | 1140 | 1152 | 1160 |